# الدوري الأوروبي لكرة السلة 2005–06
الدوري الأوروبي لكرة السلة 2005–06 هو الموسم 6 من  الدوري الأوروبي لكرة السلة. أشرف على تنظيمه اتحاد الدوريات الأوروبية لكرة السلة ‏، وكان عدد الأندية المشاركة فيه  24، وفاز فيه نادي سسكا موسكو لكرة السلة.